# Husayn Bayqara

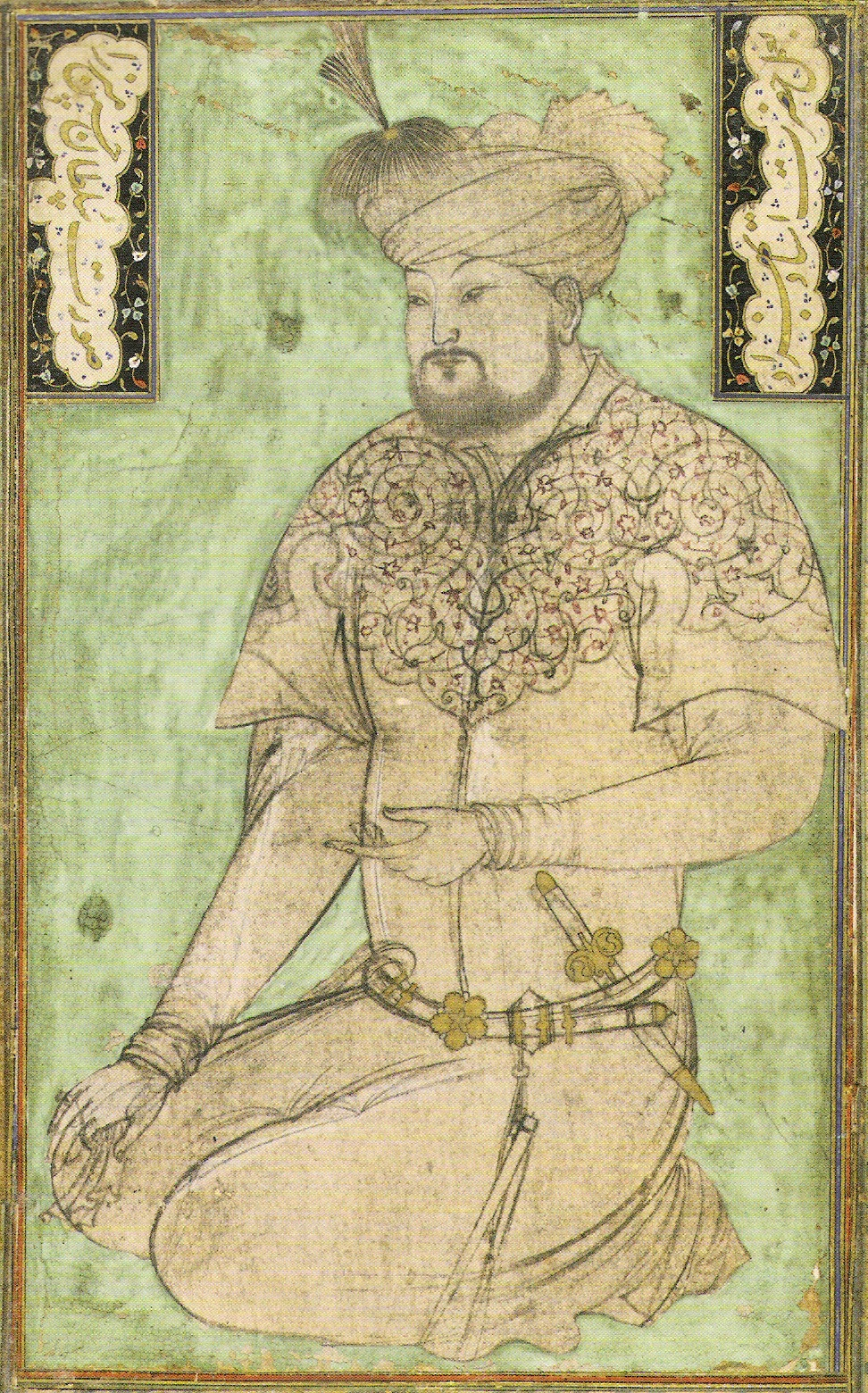
Husayn Bayqara

Husayn Mirza Bayqara (persa: حسین بایقرا/Husayn Bāyqarā) nació en Herat en junio-julio de 1438, era hijo de Ghiyas ud-din Mansur Mirza, nieto de Bayqarah Mirza I bisnieto de Umar Shaikh Mirza I tataranieto de Amir Timur Beg Gurkani. Fue el gobernante Timurida de Herat desde 1469 hasta el 4 de mayo de 1506, con una breve interrupción en 1470.

## Primeros años y linaje
Husayn nació en Herat en junio/julio de 1438 de Ghiyas ud-din Mansur Mirza de la tribu Barlas y su esposa, Firuza Sultan Begum. Sus padres tuvieron otros cuatro hijos; un hijo, Bayqara Mirza II, así como tres hijas, Aka Biki, Badi al-Jamal y Urun Sultan Khanum.
Su padre era bisnieto del conquistador de Asia Central, Timur. Su madre era la hija del sultán Husayn de la poderosa tribu Tayichiud. Ella también era bisnieta de Timur. Sus dos padres también fueron descendientes del emperador mongol, Genghis Khan.  Además de esto, Husayn afirmó que descendía en novena generación de Khwaja Abdullah Ansari de Herat, también conocido como Pir-e-Herat (Sabio de Herat).
El padre de Husayn Mirza murió cuando tenía siete u ocho años. Teniendo en cuenta que este último no era una personalidad notable en la familia Timúrida, Husayn adoptó el nombre Bayqara de su más ilustre abuelo, Bayqara Mirza I. Después de consultar con su madre, entró al servicio de su primo mayor, Mirza Abul-Qasim Babur bin Baysonqor, gobernante de Herat, en 1452. Mirza Abul-Qasim Babur no era el mejor gobernante. Gestionó mal su territorio y entró en guerra contra Abu Sa'id Mirza, el gobernante timurida de Samarcanda. Husayn Mirza, no contento con su posición, trató de acercarse a Abu Sa'id Mirza reuniéndose con él. Aunque Abu Sa'id se inclinó a llevarlo a su servicio, una rebelión de parte del pariente de Husayn Mirza, Awais Mirza, hijo de Muhammad Mirza, hijo de Bayqarah Mirza, indujo a Abu Sa'id a arrestar a Husayn y otros familiares como medida de precaución. Finalmente, por petición de su madre, Firuza Begum, fue liberado y se reunió con Mirza Abul-Qasim Babur bin Baysonqor hasta la muerte de este último dos años después.

## Período de anarquía en Jorasán
Después de la muerte de Babur en 1457, se produjo un período de anarquía en Jorasán. La inestabilidad económica y la falta de autoridad central con frecuentes cambios de régimen invitaron a la invasión de Jorasán por el gobernante timúrida de Samarcanda, Abu Sa'id Mirza, que ocupó Herat el 19 de julio de 1457. Pero Abu Sa'id Mirza abandonó inmediatamente la ciudad para lidiar con problemas en sus territorios; luego sobrevino la invasión del líder de los Kara Koyunlu, Muzaffar-al-Din Jahan Shah ibn Yusuf, que tomó Mazandaran. Durante este tiempo caótico Jorasán estuvo dividido en muchos territorios;
- De Gorgán a Sabzevar- Muzaffar-al-Din Jahan Shah ibn Yusuf de Kara Koyunlu.
- En Balkh- Abu Said, gobernador de Transoxiana.
- En Abivard- Ala-ud-Daulah Mirza bin Baysonqor
- En Herat- Ibrahim Mirza
- En Tus y la Fortaleza de Imad- Shah Mahmud
- En Merv- Sanjar Mirza

## En Merv y Corasmia
Husayn Mirza, incapaz de competir con estos rivales, adoptó la vida de mercenario y se unió al sultán Sanjar Mirza de Merv, quien lo casó con su hija Beqa Sultan Begum. De ellos nació Badi 'al-Zaman Mirza. Sanjar Mirza y Husayn Mirza se llevaban bien, pero en junio/julio de 1457, cuando Sanjar puso a Husayn a cargo de la ciudad mientras estaba ausente, este intentó tomar el poder después de sospechar del jefe de gobierno Hasan Arlat de conspirar para matarlo. Los emires leales a Sanjar se sublevaron y el intento fracasó. Husayn se vio obligado a escapar con solo 5 jinetes. Pero fuera de la ciudad se le unió el jefe de seguridad de las caravanas comerciales del sector Iranji, llamado Hasan Charkas y sus 200 hombres. Esta se convertiría en la primera fuerza mercenaria de Husayn Mirza. Para solidificar esta nueva relación, se casó con la hija de Hasan Charkas llamada Afāk Begum. Fue perseguido continuamente por Sanjar hasta que se vio obligado a marchar hacia Corasmia, donde permaneció entre los desiertos de Merv y Khiva.

## Conflicto Timúridas-Kara Koyunlu
Reconociendo la debilidad de la autoridad timúrida en Herat, Jahan Shah de Kara Koyunlu invadió y tomó la ciudad el 28 de junio de 1458, que ahora estaba ocupada por el padre de Ibrahim Mirza, Ala-ud-Daulah Mirza bin Baysonqor. Abu Sa'id Mirza no pudo tolerar esto y después de las negociaciones, Jahan Shah decidió devolver la demarcación territorial a los tiempos de Shahrukh Mirza. Así, Jorasán, Mazandaran y Gorgán fueron devueltos a los Timuridas y Abu Sa'id Mirza regresó y tomó Herat por segunda vez el 22 de diciembre de 1458.

## Conflicto con Abu Sa'id
Husayn Mirza ya había reunido una fuerza de 1.000 hombres y había tomado Gorgán el 19 de octubre de 1458 de los Kara Koyunlu. Tenía solo 20 años. Abu Sa'id Mirza invadió Gorgán, que Husayn Mirza abandonó apresuradamente huyendo hacia Corasmia nuevamente. Entonces Abu Sa'id nombró a su hijo, Mahmud Mirza, gobernador de Gorgán. Cuando Husayn supo que Abu Sa'id Mirza había abandonado Herat para aplastar la rebelión de su pariente Muhammad Juki, atacó Gorgán nuevamente y en la Batalla de Jauzi Wali en mayo de 1461 derrotó a Mahmud Mirza y nombró a Abdal-Rahman Arghun gobernador del territorio. Sin embargo, no pudo seguir esta victoria cuando asedió Herat de agosto a octubre de 1461. Abu Sa'id Mirza regresó y Husayn Mirza huyó nuevamente hacia Corasmia, desde donde comenzó a realizar incursiones en Jorasán; estas incursiones se llevaron a cabo en serio a partir de 1464. Buscando protegerse contra Abu Sa'id, solicitó la ayuda de los uzbekos. Pero esa ayuda nunca llegó desde Abul-Khayr Khan, ya que el líder uzbeko murió en 1468. Este período de 8 a 10 años fue el peor en la vida de Husayn. Vagó de un lugar a otro a veces en una situación desesperada.

## Rey de Jorasán
Cuando Abu Sa'id Mirza invadió a los Ak Koyunlu fue derrotado en la Batalla de Qarabagh y capturado. Uzun Hasan lo entregó al descendiente Timurida de Shahrukh Mirza, de 19 años, Yadigar Muhammad Mirza, quien ejecutó a Abu Sa'id Mirza. Tras su muerte, el Imperio timúrida colapsó. Aprovechando la ausencia de Abu Sa'id Mirza, Husayn Mirza Bayqarah penetro de nuevo en Jorasán y puso sitio a Herat, que finalmente capturó el 24 de marzo de 1469. Así se convirtió en el gobernante Timúrida de Jorasán. Aunque los hijos del difunto Abu Sa'id Mirza se dirigieron a Jorasán, se retiraron cuando se enteraron de que Husayn no solo había consolidado su control sobre Herat, sino que el ejército derrotado de su padre se había unido a él.

## Conflicto con Ak Koyunlu y Yadigar Muhammad Mirza
Mientras tanto, Uzun Hasan de Ak Koyunlu (Oveja Blanca) envió a su protegido, Yadigar Muhammad Mirza, para conquistar Jorasán. Husayn derrotó a Yadigar en la Batalla de Chenaran (15 de septiembre de 1469), pero este último recibió refuerzos. Uzun Hasan exigió que Husayn entregase a varios oficiales de Kara Koyunlu que habían huido a Herat, una demanda que rechazó. Yadigar por lo tanto continuó en Jorasán, y Husayn, que no pudo emparejar sus fuerzas debido a las deserciones totales, terminó huyendo de Herat, que fue ocupado el 7 de julio de 1470. Seis semanas después, sin embargo, Husayn volvió a ocupar la ciudad, después de levantar un nuevo ejército y derrotar a los hijos de Abu Sa'id que intentaban avanzar hacia Jorasán. Capturó a Yadigar y lo ejecutó.
El imperio de Husayn ahora estaba seguro. La Oveja Blanca no hizo más tentativas en su contra, y los Timuridas en Transoxiana estaban demasiado debilitados por los conflictos internos como para avanzar hacia su territorio. Su frontera con las Ovejas Blancas comenzó en el extremo sur del Mar Caspio, corriendo hacia el sur, luego hacia el este a través del norte de Dasht-e Lut, terminando en el Lago Hamun. Su frontera con los Timuridas de Trasoxiana era el río Oxus. Él, más o menos, respetó ambas fronteras, negándose a cruzar el norte en un intento de capturar Transoxiana. Probablemente era consciente de la amenaza uzbeka para la región, y fue lo suficientemente sabio como para no buscar una frontera con este peligroso pueblo tribal.

## Administración
Hussein fue visto como "un buen rey, un amante de la paz y la justicia"; construyó numerosas estructuras, incluida una escuela; sin embargo, se vio forzado a lidiar con varias revueltas e incursiones En 1490, el hermano del guardián del hijo de Hussein Ibrahim Husain, Darvish 'Ali, conspiró con el sultán Mahmud, que para entonces gobernaba en Hisar. Mahmud se movió contra Balkh, en el cual Ibrahim residía, obligando a Husayn a movilizarse contra él. Algunos años más tarde, Husayn transfirió a su hijo mayor, Badi 'al-Zaman, desde Astarabad (renombrado Gorgan en 1937) a Balkh, pero Badi 'se rebeló cuando a su hijo Muhammed Mu'min se le negó el mando en Astarabad. Husayn derrotó a Muhammed, a quien ejecutó, y Badi ', con quien se reconcilió. La tregua se vino abajo después, sin embargo, y en 1499 Badi asedió Herat.

## Amenaza uzbeka
En 1501 los uzbekos conquistaron Transoxiana, para siempre, al Timúrida Babur. Bajo Muhammad Shaybani, los uzbecos ahora podrían amenazar Jorasán. Sufriendo los efectos de su edad avanzada, Husayn no hizo ningún movimiento en contra de ellos, incluso después de que Babur le aconsejara que actuara. Los uzbekos comenzaron a realizar incursiones en Jorasán. Finalmente, cambiando de idea, comenzó a marchar contra ellos, pero murió en 1506 justo después de comenzar su avance. La herencia de su imperio fue disputada entre sus hijos Badi y Muzaffar Husain. Babur, que había comenzado una expedición en apoyo de Husayn, notando las luchas internas entre los hermanos, decidió que el área era imposible de defender y se retiró. El año siguiente, Muhammad Shaybani conquistó Herat y causó que los sucesores de Hussein huyeran, poniendo fin al gobierno Timurida en Jorasán.